# Беррі-Крік (Каліфорнія)
Беррі-Крік (англ. Berry Creek) — переписна місцевість (CDP) в США, в окрузі Б'ютт штату Каліфорнія. Населення — 1637 осіб (2020).

## Географія
Беррі-Крік розташоване за координатами 39°37′54″ пн. ш. 121°24′19″ зх. д. / 39.63167° пн. ш. 121.40528° зх. д. (39.631537, -121.405397).  За даними Бюро перепису населення США в 2010 році переписна місцевість мала площу 148,09 км², з яких 147,94 км² — суходіл та 0,15 км² — водойми.

## Демографія
Згідно з переписом 2010 року, у переписній місцевості мешкали 1424 особи в 652 домогосподарствах у складі 399 родин. Густота населення становила 10 осіб/км².  Було 983 помешкання (7/км²).
Расовий склад населення:
| - 87,7 % — білих - 3,4 % — корінних американців - 0,9 % — азіатів - 0,6 % — чорних або афроамериканців - 0,2 % — вихідців з тихоокеанських островів |

До двох чи більше рас належало 6,3 %. Частка іспаномовних становила 6,9 % від усіх жителів.
За віковим діапазоном населення розподілялося таким чином: 12,9 % — особи молодші 18 років, 62,9 % — особи у віці 18—64 років, 24,2 % — особи у віці 65 років та старші. Медіана віку мешканця становила 54,3 року. На 100 осіб жіночої статі у переписній місцевості припадало 111,6 чоловіків;  на 100 жінок у віці від 18 років та старших — 110,0 чоловіків також старших 18 років.
Середній дохід на одне домашнє господарство  становив 45 868 доларів США (медіана — 38 810), а середній дохід на одну сім'ю — 52 869 доларів (медіана — 42 159). Медіана доходів становила 52 458 доларів для чоловіків та 30 800 доларів для жінок. За межею бідності перебувало 14,7 % осіб, у тому числі 22,9 % дітей у віці до 18 років та 8,6 % осіб у віці 65 років та старших.
Цивільне працевлаштоване населення становило 394 особи. Основні галузі зайнятості: освіта, охорона здоров'я та соціальна допомога — 31,0 %, мистецтво, розваги та відпочинок — 14,0 %, публічна адміністрація — 10,7 %, науковці, спеціалісти, менеджери — 9,6 %.